# Adenodaphne
Adenodaphne es un género botánico con cinco especies de plantas con flores perteneciente a la familia Lauraceae. Es originario de Nueva Caledonia. El género fue descrito por Spencer Le Marchant Moore y publicado en Journal of the Linnean Society, Botany 45: 385, en el año 1921.

## Especies seleccionadas
- Adenodaphne corifolia
- Adenodaphne macrophylla
- Adenodaphne spathulata
- Adenodaphne triplinervia
- Adenodaphne uniflora